# Victorino Márquez Bustillos
Victorino Márquez Bustillos (Guanare, 1858 — Caracas, 10 de janeiro de 1941) foi um político venezuelano. Durante 19 de abril de 1914 e 24 de junho de 1922, ocupou o cargo de presidente da Venezuela.
Começou sua carreira em 1877 ao dirigir o periódico El Trujillano, o qual era publicado e distribuído com grande repercussão em seu estado de origem, Portuguesa. Em 1892, ingressou na carreira política e se uniu a seu primo Raimundo Andueza Palacio, com o qual participou da Revolução Legalista.